# Tong Yabgu Qaghan

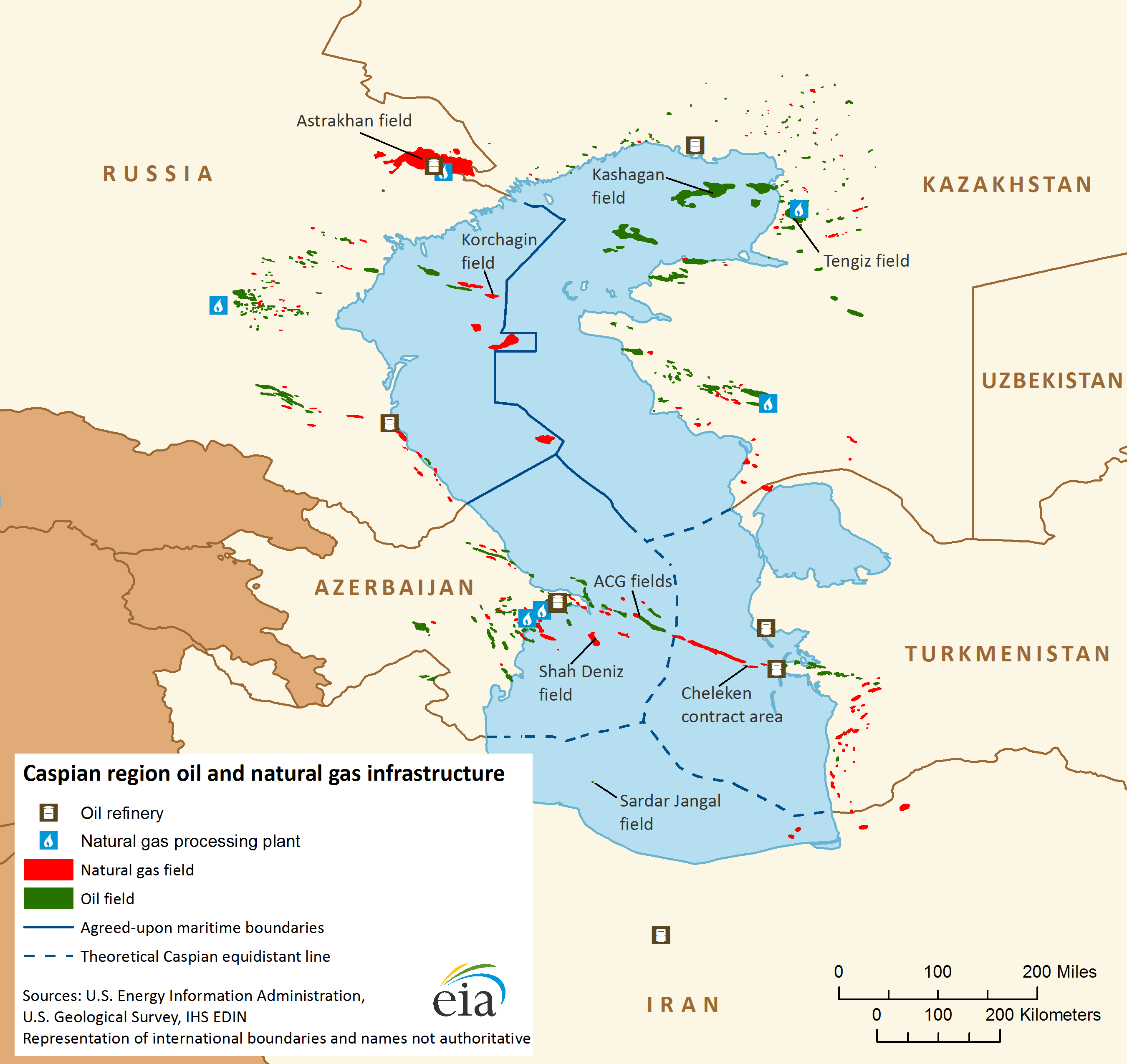
Kaspische Zee

Tong Yabgu Qaghan was van 618 tot 628 khan van het Westelijk Rijk der Göktürken.

## Naam
Deel twee en drie van zijn naam zijn titels Yabgu en Qaghan (=khan).

## Achtergrond
Na de dood van zijn grootvader khan Tardu viel het Rijk der Göktürken uiteen in een westelijk en oostelijk deel. Tong breidde zijn rijk uit naar het westen en veroverde Tokharistan in 625. Hij werd uitgenodigd door de Byzantijnse keizer Herakleios om deel te nemen aan de Byzantijns-Sassanidische Oorlog (602-628), met succes. Aan de vooravond van zijn dood had hij de noord oost-en westkust van de Kaspische Zee in handen.

## Ziebel
Tong wordt door sommige bronnen gelijk gesteld aan Ziebel, leider van de Khazaren. Wat men weet is dat Tong werd vermoord door zijn oom Külüg Sibir (de vermoedelijke Ziebel, die hem opvolgde). Na de dood van Tong viel het Rijk uiteen en stichtte de kleinzoon van Külüg Sibir Böri Shad het Rijk der Chazaren in 630. 

## Familie
In 631 stootte zijn zoon Si Yabgu Qaghan Külüg Sibir van de troon. Zijn andere zoon Tardush Shad werd heerser van Tokharistan.